# كوساك ماماي

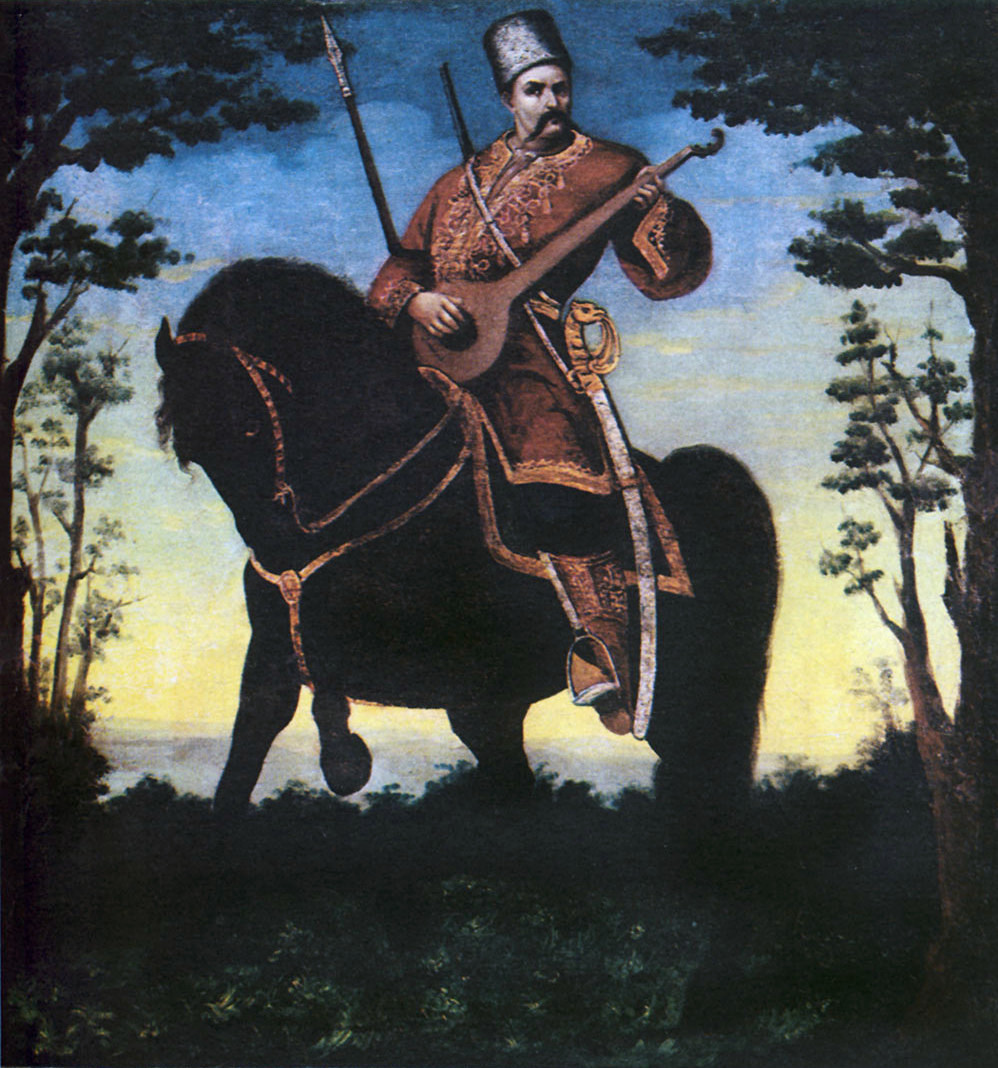
القوزاق ماماي لعب kobza في حين ركوب الحصان

كوساك ماماي أو كوزاك ماماي (بالأوكرانية: Козак Мамай) هو بطل شعبي خيالي في الفلكلور الأوكراني، ويعد أحد الرموز الوطنية في الثقافة التقليدية الأوكرانية، ويستخدم في مسرح العرائس الأوكراني (Vertep).

## روابط خارجية
- mamay.ch, Kozak Mamay. MAMAY'S ALIVE, HE WAS JUST THINKING.